# Arlindo Pena Ben-Ben
Arlindo Chenda Isaac Pena "Ben-Ben" (Caricoque, Andulo, 17 de novembro de 1955 — Joanesburgo, 19 de outubro de 1998) foi um comandante militar, diplomata e político da União Nacional para a Independência Total de Angola (UNITA), um dos três movimentos de libertação que lutou contra o domínio colonial português em Angola.
Após a independência angolana, galgou posições de comando na ala militar da UNITA, as Forças Armadas de Libertação de Angola (FALA), muito graças a ser filho de Judith Chinakussoki Savimbi Pena, a irmã de Jonas Savimbi e, posteriormente, herdeira política do clã Pena Sakaita-Savimbi. Seu pai era o militante anticolonial e professor Isaac Pires Chitunda Pena, e seu irmão o também comandante militar Elias Salupeto Pena.
Durante o período de relativa trégua entre a UNITA e o Estado angolano, durante a década de 1990, foi general das Forças Armadas Angolanas.